# Uzerche
Uzerche är en kommun i departementet Corrèze i regionen Nouvelle-Aquitaine i de centrala delarna av Frankrike. Kommunen ligger  i kantonen Uzerche som tillhör arrondissementet Tulle. År 2022 hade Uzerche 2 806 invånare.

## Befolkningsutveckling
Antalet invånare i kommunen Uzerche
Referens:INSEE